# Sérgio Ulrich de Oliveira
Sérgio Ulrich de Oliveira (Uruguaiana, 11 de maio de 1873 — ?) foi um político brasileiro.
Filho de José Sérgio de Oliveira e de Isolete de Lara Ulrich, foi casado com Antónia Majo.
Foi eleito  deputado estadual, à 24ª Legislatura da Assembleia Legislativa do Rio Grande do Sul, de 1901 a 1905.